# Nitocra elegans
Nitocra elegans är en kräftdjursart som först beskrevs av T. Scott 1904.  Nitocra elegans ingår i släktet Nitocra och familjen Ameiridae. Inga underarter finns listade i Catalogue of Life.